# ピーター・デ・ウイント
ピーター・デ・ウィント（Peter De Wint、 1784年1月21日 - 1849年1月30日）は、イギリスの画家である。風景画を描き、水彩画家としてよく知られている。

## 略歴
イングランド中西部、スタッフォードシャーのストーン(Stone)で、オランダ系イギリス人の医師の息子に生まれた。1802年までスタッフォードシャーで学んだ後、ロンドンに出て、画家、版画家のジョン・ラファエル・スミス（1751–1812）の弟子になり、ロイヤル・アカデミー・オブ・アーツの美術学校でも学んだ。同時期にスミスの弟子であったウィリアム・ヒルトン（William Hilton: 1786–1839）と友人になった。
1806年にスミスの弟子を止め、水彩画家のジョン・ヴァーリイ（1778-1842）からの水彩画を学んだ。1807年からロイヤル・アカデミー・オブ・アーツの展覧会に出展した。1810年に水彩画家協会（Society of Painters in Watercolours）の準会員に選ばれ、1812年には正会員に選ばれた。1906年から友人となったウィリアム・ヒルトンの故郷のリンカンシャーをしばしば訪れるようになり1810年にはヒルトンの妹と結婚した。
妻の故郷のリンカンシャーなどの田園風景などを描き、水彩画家として評価されている。
1849年にロンドンで没した。

## 作品

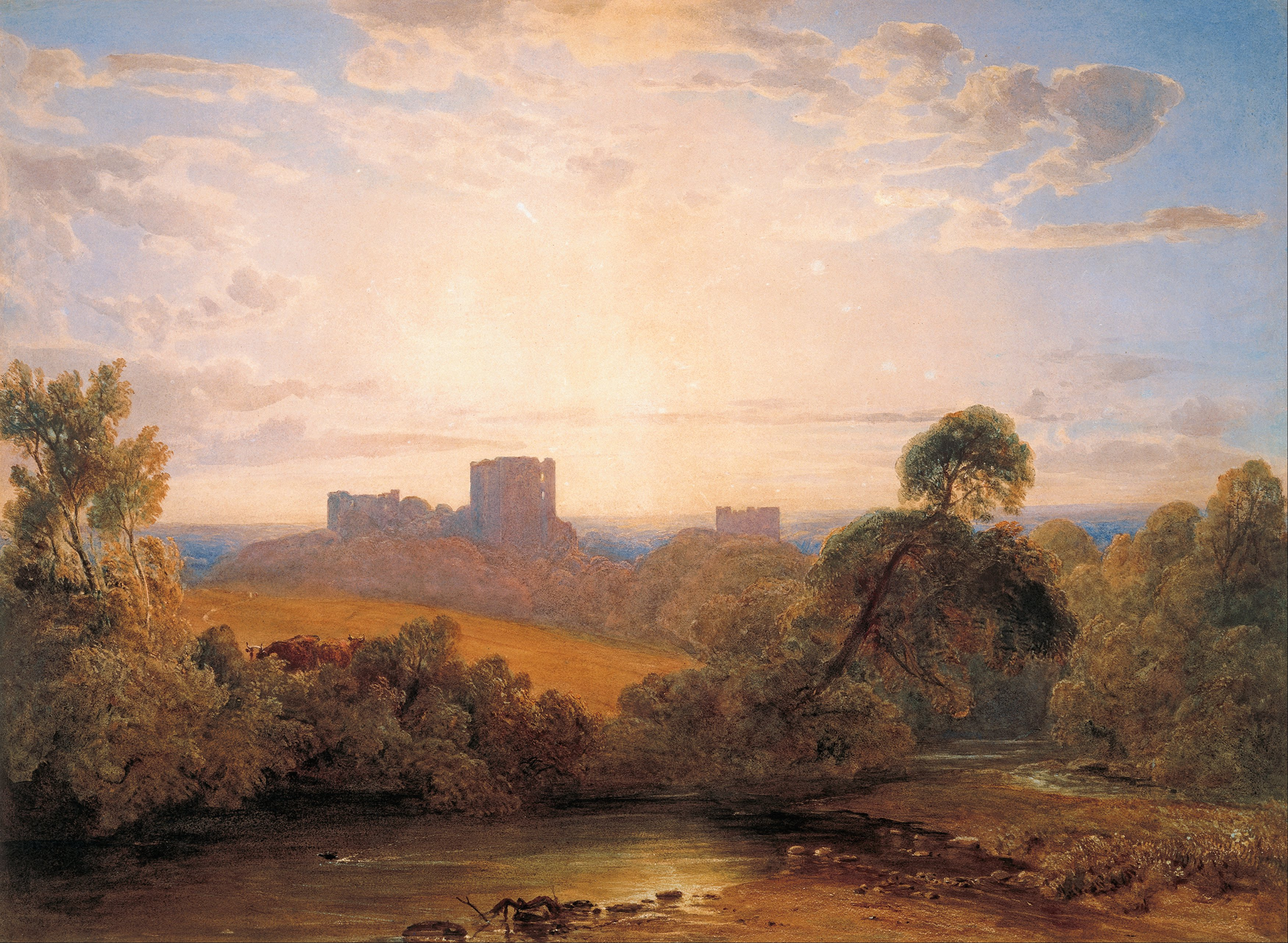
Kenilworth Castle (c.1827) 南オーストラリア美術館
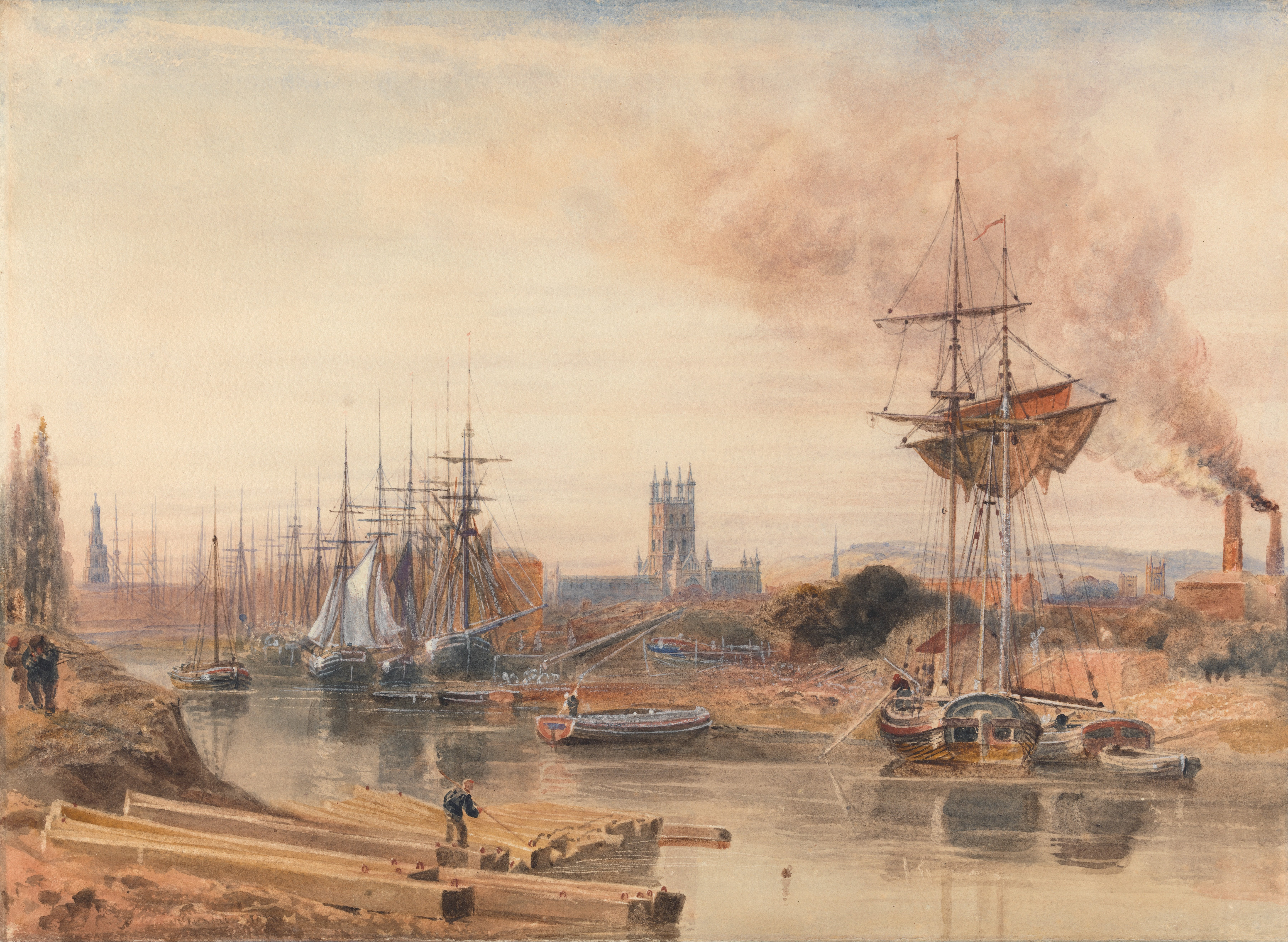
Gloucester
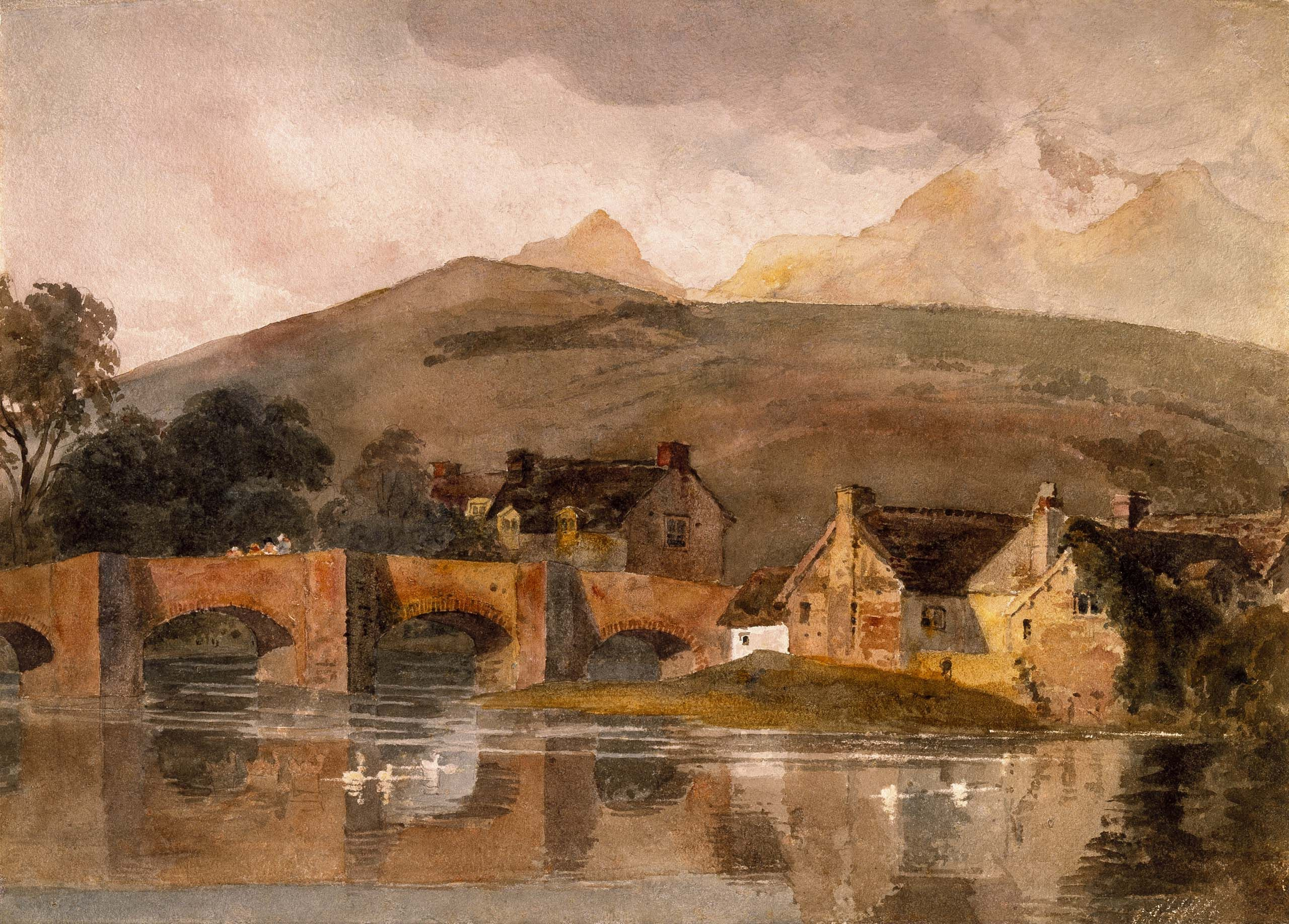
川沿いの村

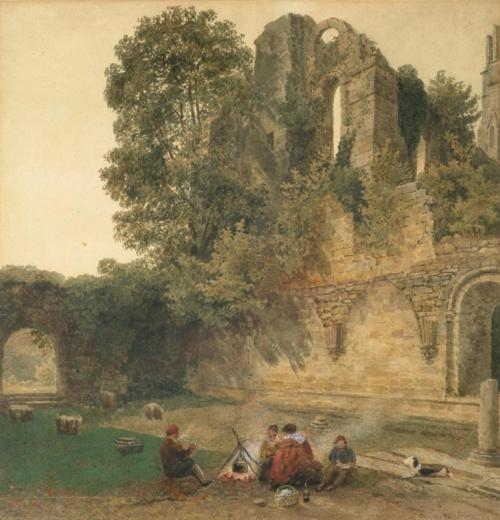
リンカンシャーの宮殿跡 アバディーン美術館
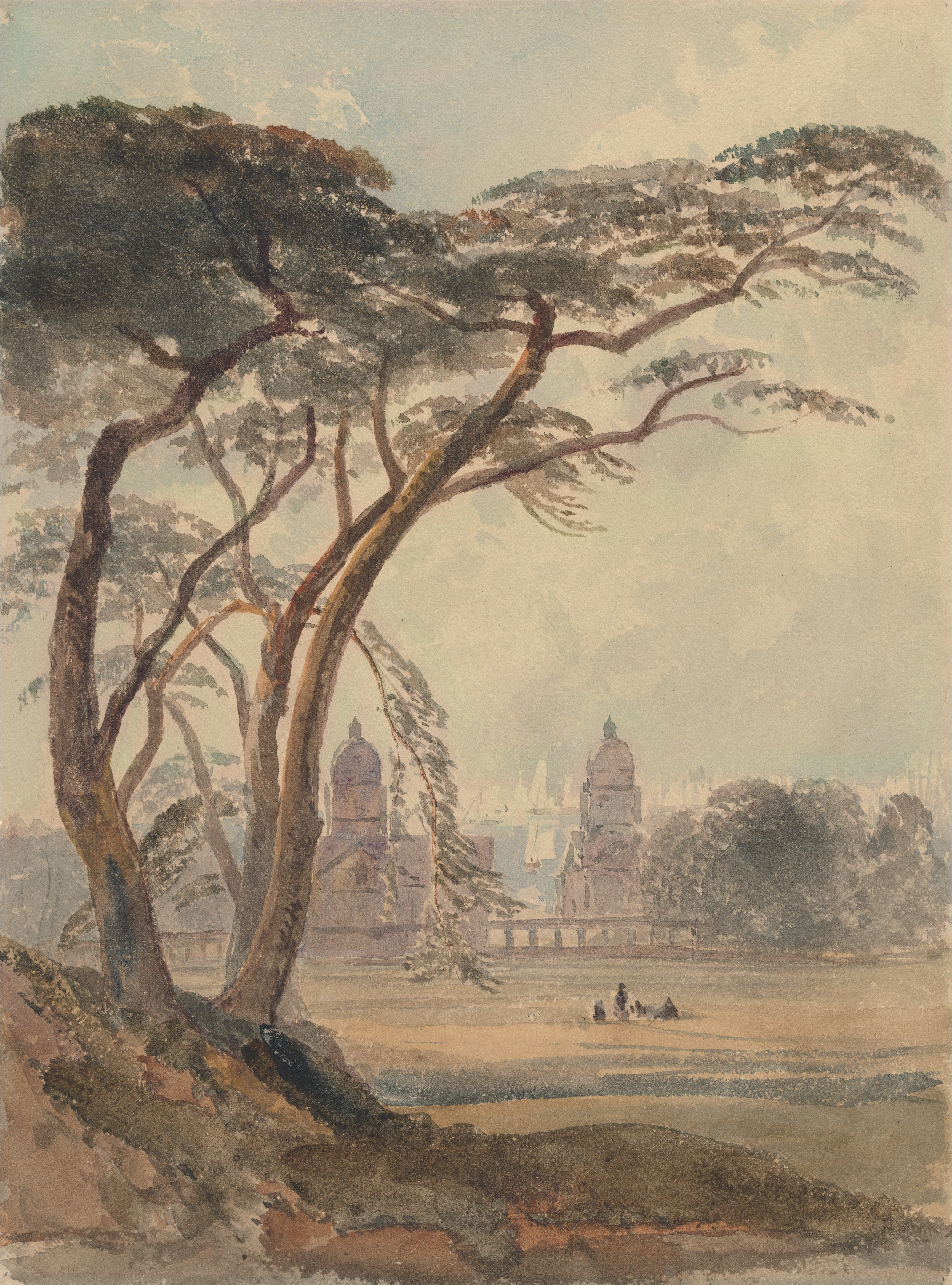
グリニッジ
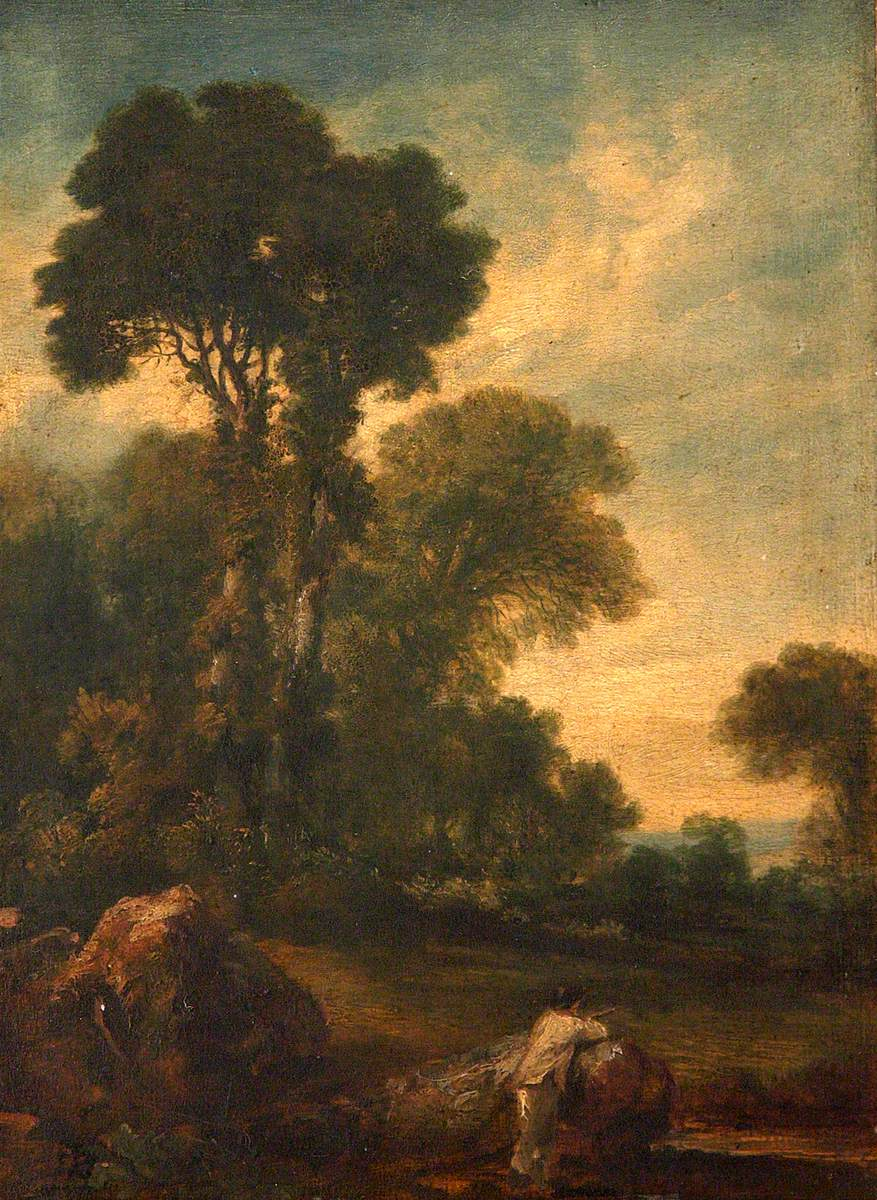
森の中の農夫（油彩）
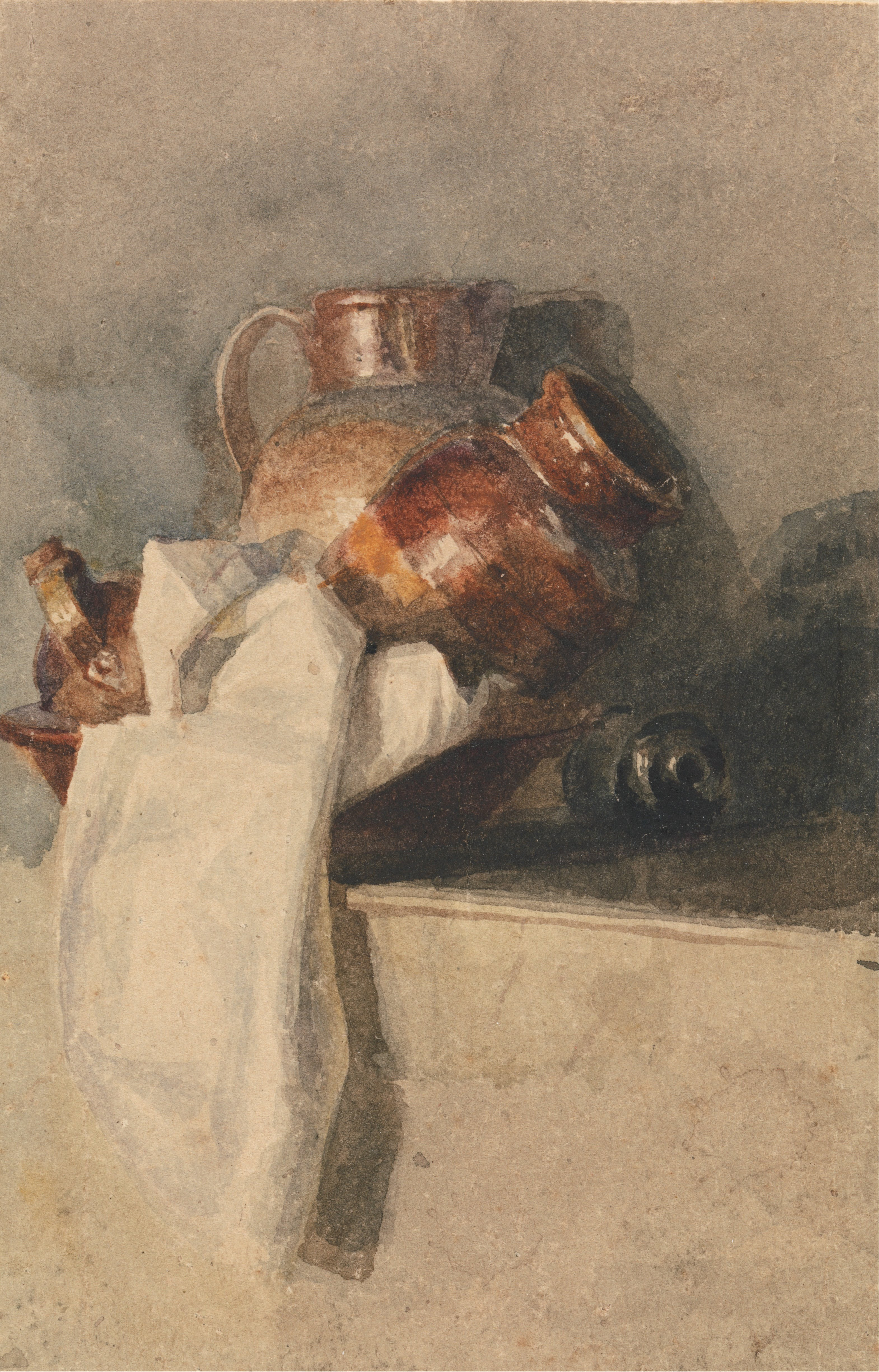
静物画